# Gordon Bunshaft
Gordon Bunshaft (Buffalo, 9 de maio de 1909 – Nova Iorque, 6 de agosto de 1990), foi um arquitecto americano, graduado em 1933 pelo Massachusetts Institute of Technology e mestre em 1935.

## Carreira
Gordon Bunshaft é sem dúvida um dos mais respeitados arquitetos americanos, no entanto sua arquitetura é mais conhecida que seu nome.
Empreendeu viagem pela Europa de 1935 a 1937 e em seu retorno se torna gerente de projetos no recente escritório Skidmore, Owings & Merrill. Gordon permanece no cargo até 1942 e em 1949 associa-se à empresa.
Seu projeto mais famoso é a Lever House em New York City (1952), que exerceu grande influência na arquitetura americana e se tornou o modelo da caixa de vidro urbana através dos anos 50.

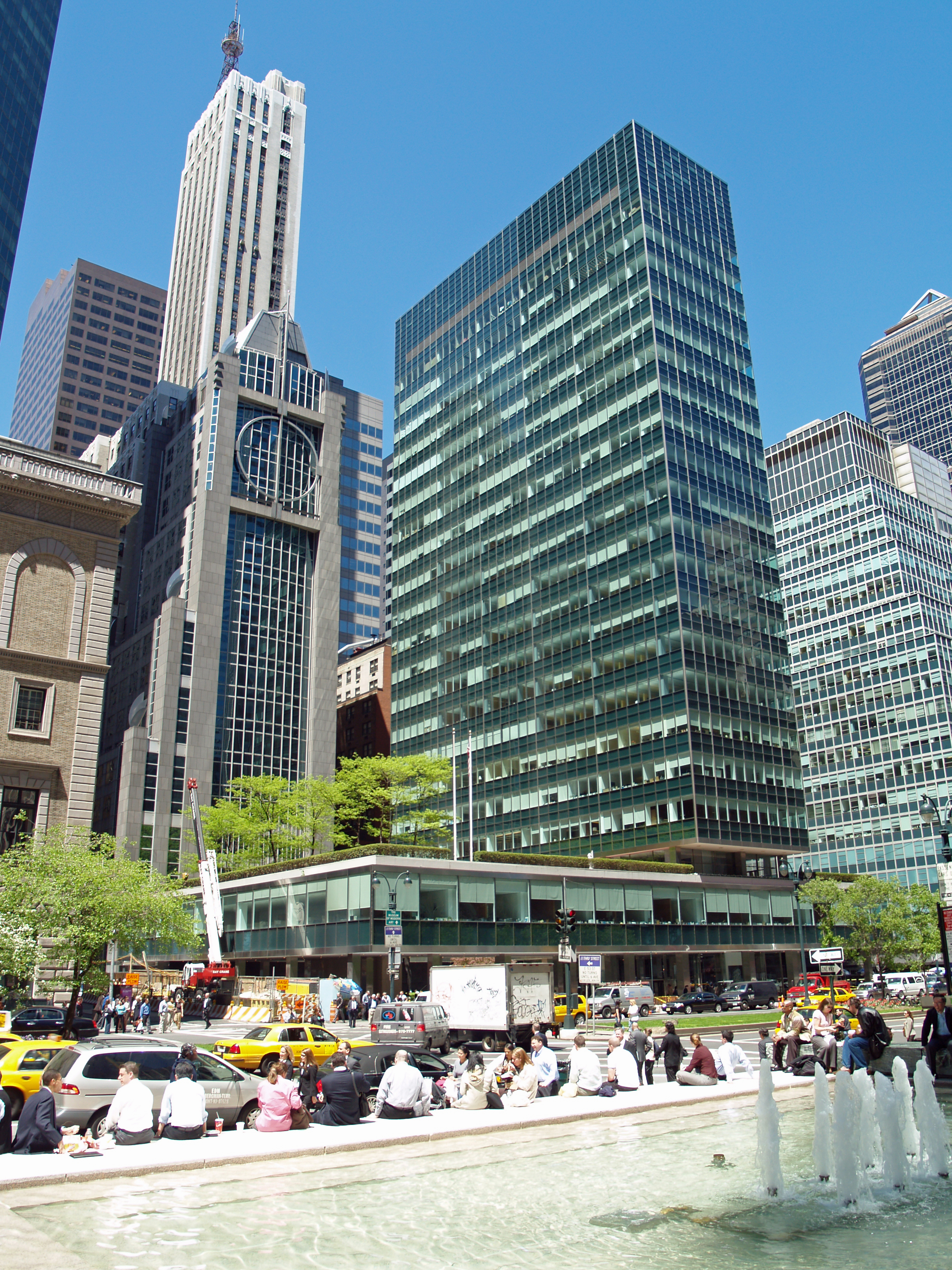
Lever House

Em 1988 recebeu, conjuntamente a Oscar Niemeyer, o prémio Pritzker - considerado a principal premiação mundial da arquitetura.

## Cronologia
- 1909 nasce em 9 de maio em Bufalo, New York.
- 1933 graduado pelo Massachusetts Institute of Technology
- 1935 graduado mestre pelo Massachusetts Institute of Technology
- 1935 a 1937 viaja pela Europa
- 1937 a 1942 trabalha como Gerente de projetos no escritório Skidmore, Owings and Merrill.
- 1949 torna-se sócio do SOM.
- 1952 projeta a Lever House.
- 1988 recebe, juntamente com Oscar Niemeyer, o prêmio Pritzker
- 1990 Gordon Bunshaft falece em 6 de Agosto

## Edifícios
- 1942 - Great Lakes Naval Training Center, Hostess House - Great Lakes, Illinois
- 1951 - Lever House - Nova York, Nova York
- 1952 - Manhattan House - Nova York, Nova York
- 1953 - Manufacturers Trust Company Building - Nova York, Nova York
- 1956 - Sede Mundial da Ford - Dearborn, Michigan, com Natalie de Blois
- 1956 - Agência Consular dos Estados Unidos, Bremen - Bremen, Alemanha
- 1957 - Sede da Companhia de Seguros de Vida Geral de Connecticut - Bloomfield, Connecticut
- 1955 - Istanbul Hilton - Istambul, Turquia
- 1958 - Sede internacional da Reynolds Metals Company - Richmond, Virgínia
- 1960 - 500 Park Avenue - Nova York, Nova York
- 1961 - 28 Liberty Street - Nova York, Nova York
- 1962 - CIL House - Montreal, Quebec
- 1962 - adição da Albright-Knox Art Gallery - Buffalo, Nova York
- 1963 - Travertine House - East Hampton, Nova York
- 1963 - Biblioteca Beinecke - Universidade de Yale, New Haven, Connecticut
- 1965 - Sede da American Republic Insurance Company - Des Moines, Iowa
- 1965 - Banque Lambert - Bruxelas, Bélgica
- 1965 - Biblioteca Pública de Artes Cênicas de Nova York (interiores) - Nova York, Nova York
- 1965 - Hayes Park Central & South Buildings - Hayes, Reino Unido
- 1965 - Warren P. McGuirk Alumni Stadium - Universidade de Massachusetts, Amherst, Massachusetts
- 1967 - 140 Broadway - Nova York
- 1971 - Biblioteca e Museu Lyndon Baines Johnson - Austin, Texas
- 1972 - Carlton Centre - Joanesburgo, África do Sul
- 1973 - Centro de Convenções e Exposições da Cidade de Nova York (não construído) - Nova York, Nova York
- 1973 - Uris Hall, Cornell University - Ithaca, Nova York
- 1974 - Edifício Solow - 9 West 57th Street, Nova York, Nova York
- 1974 - WR Grace Building - Nova York, Nova York
- 1974 - Museu e Jardim de Esculturas Hirshhorn - Washington, DC
- 1983 - National Commercial Bank - Jeddah, Arábia Saudita

## Galeria

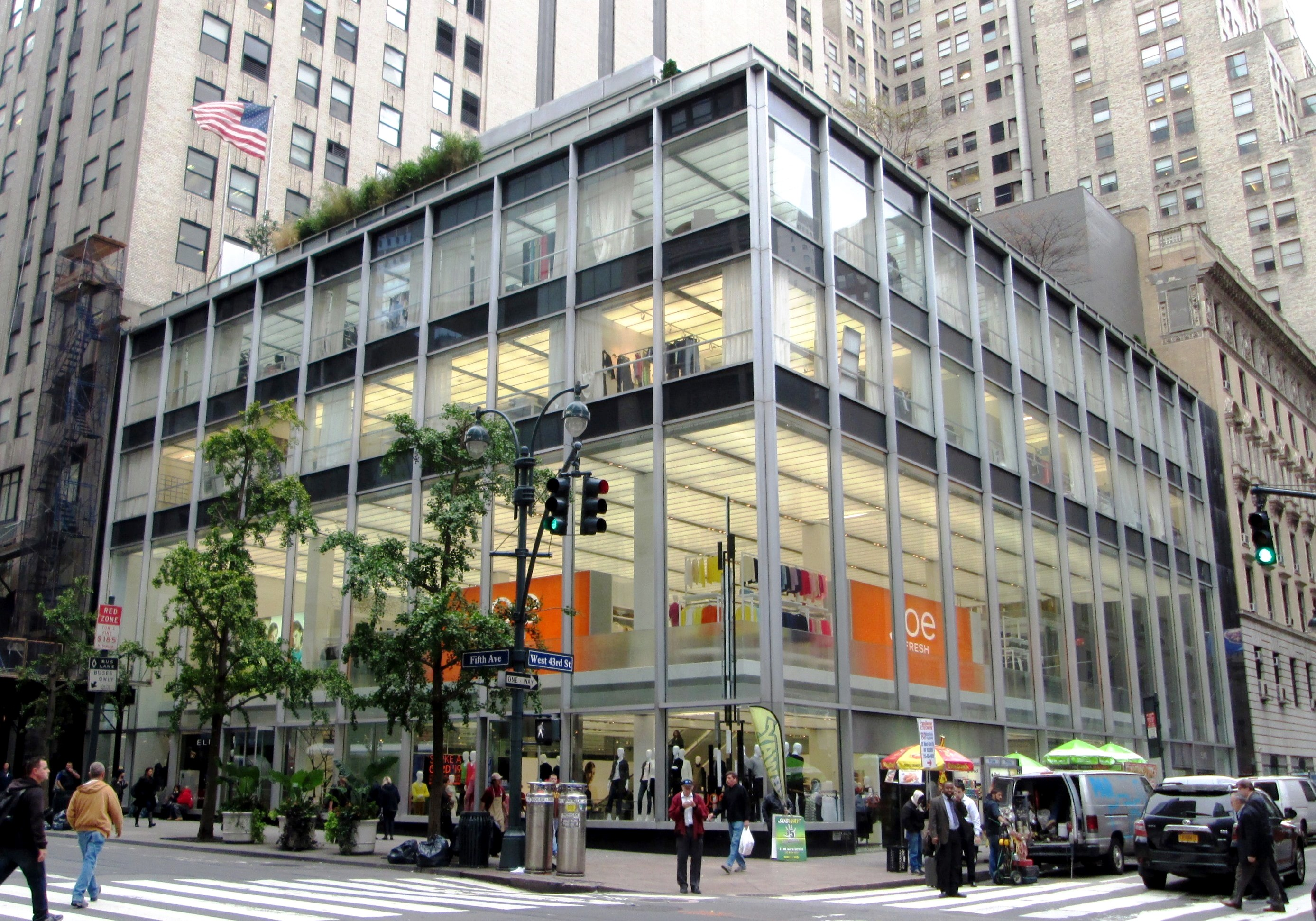
Manufacturers Trust Building New York, New York 1954
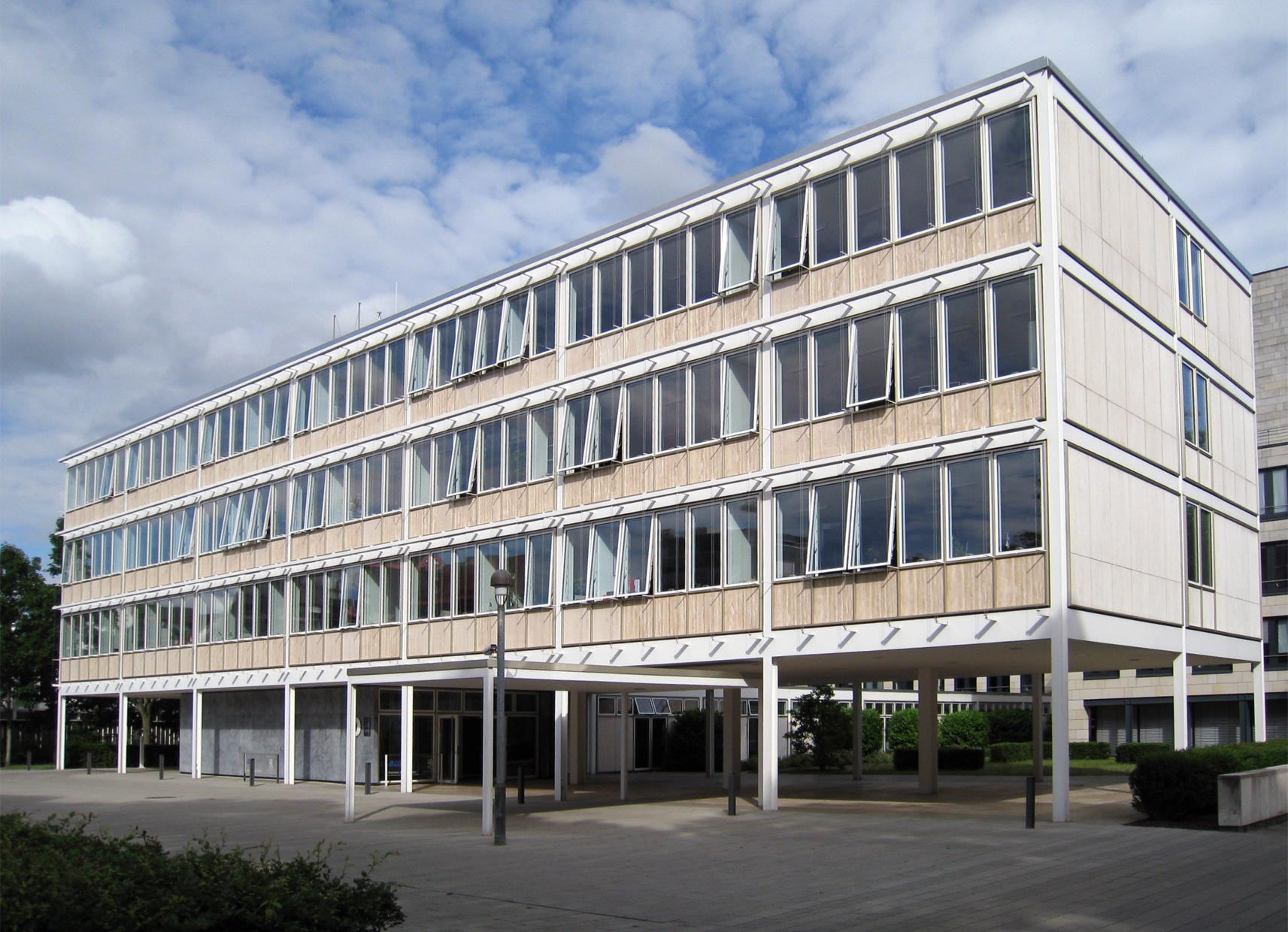
Agência Consular dos Estados Unidos Bremen, Alemanha 1956
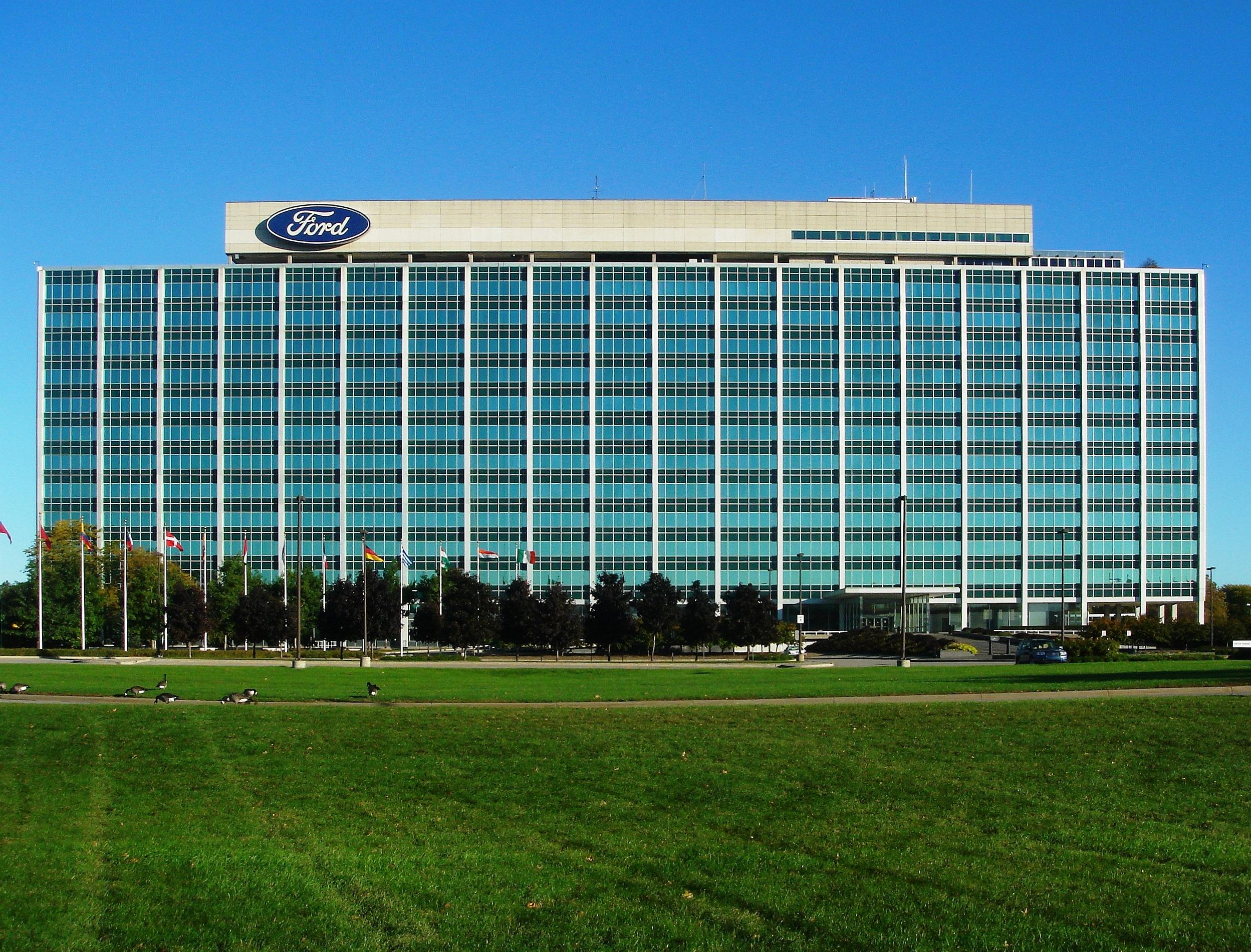
Sede Mundial da Ford Dearborn, Michigan 1956
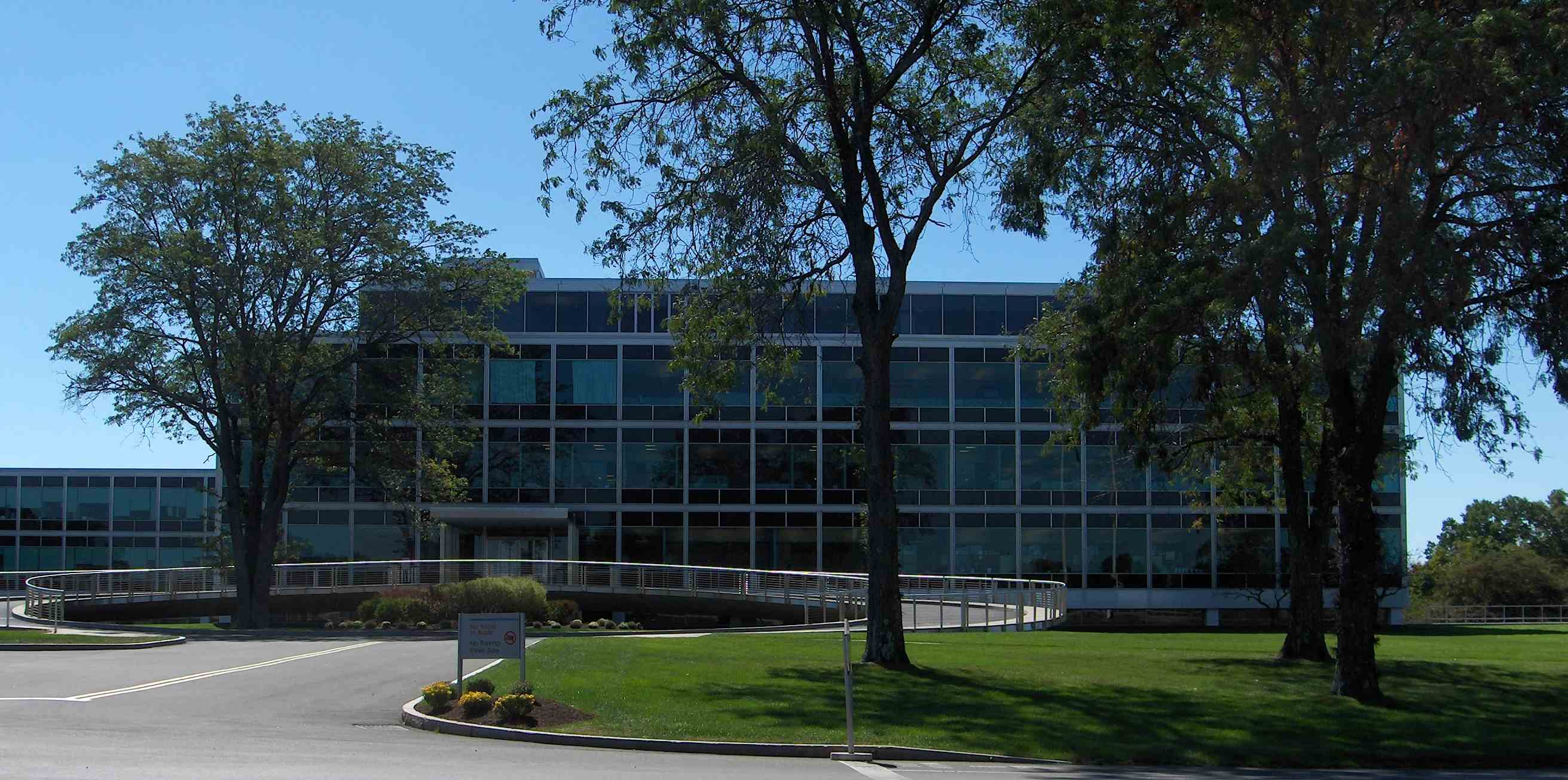
Sede General Life Insurance em Bloomfield, CT 1957
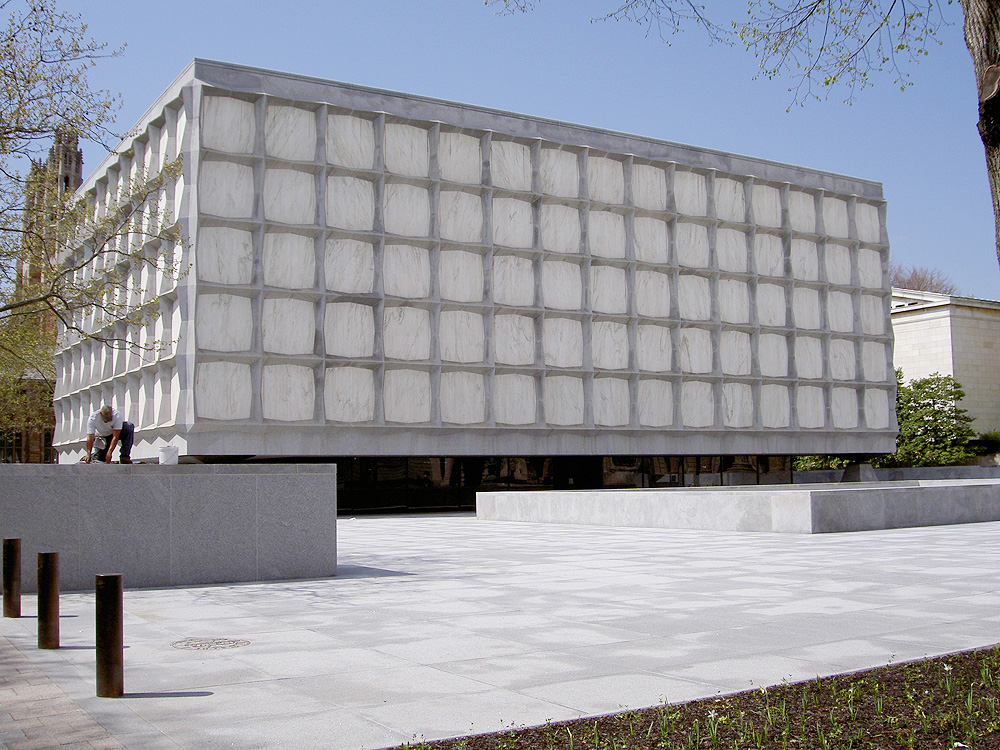
Beinecke Library Yale University, New Haven, CT 1963
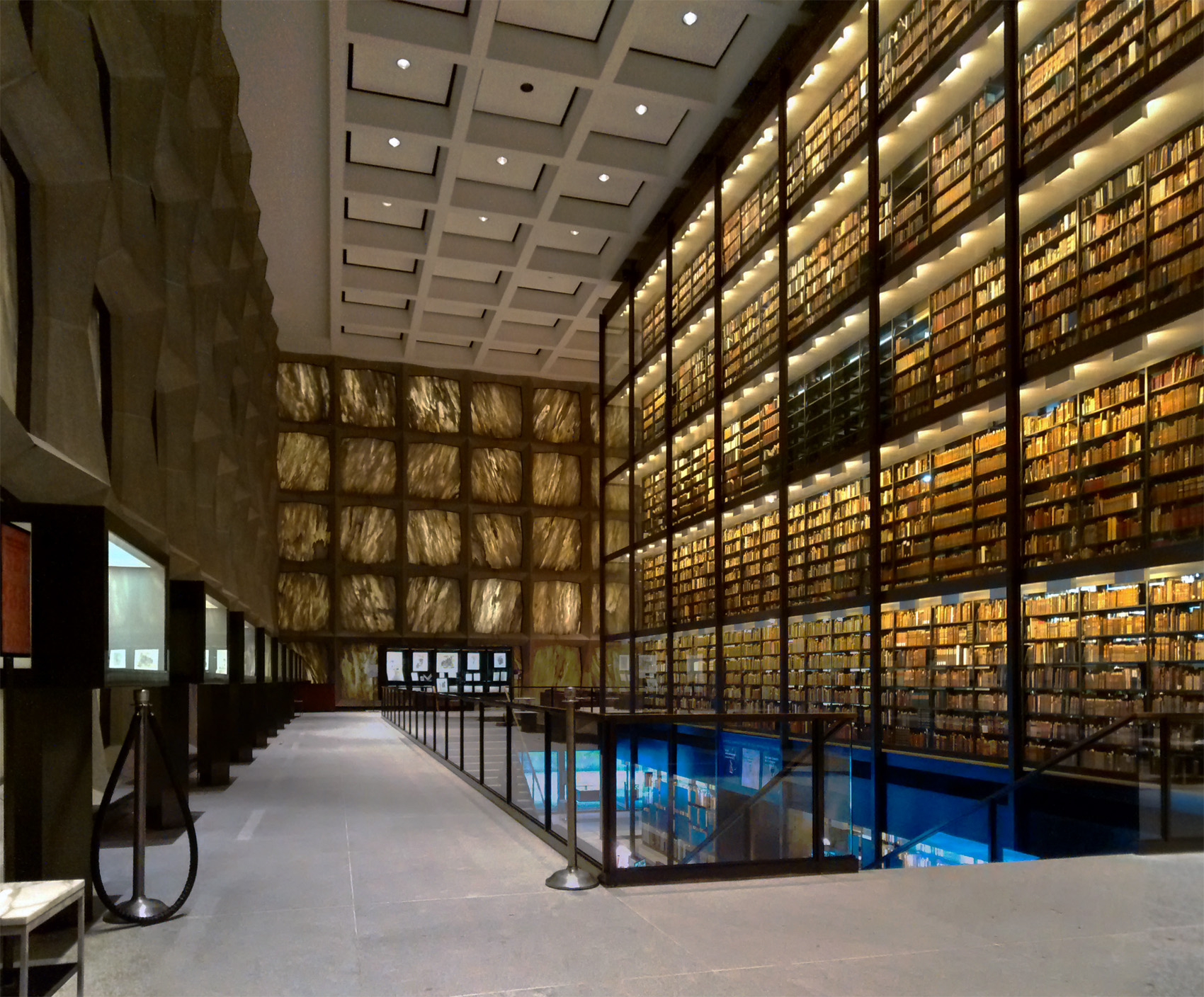
Beinecke Library Interior Yale University, New Haven, CT 1963
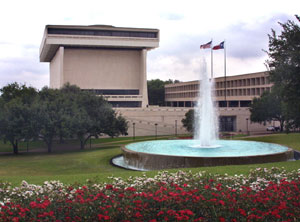
Biblioteca Presidencial Johnson Austin, Texas, 1971
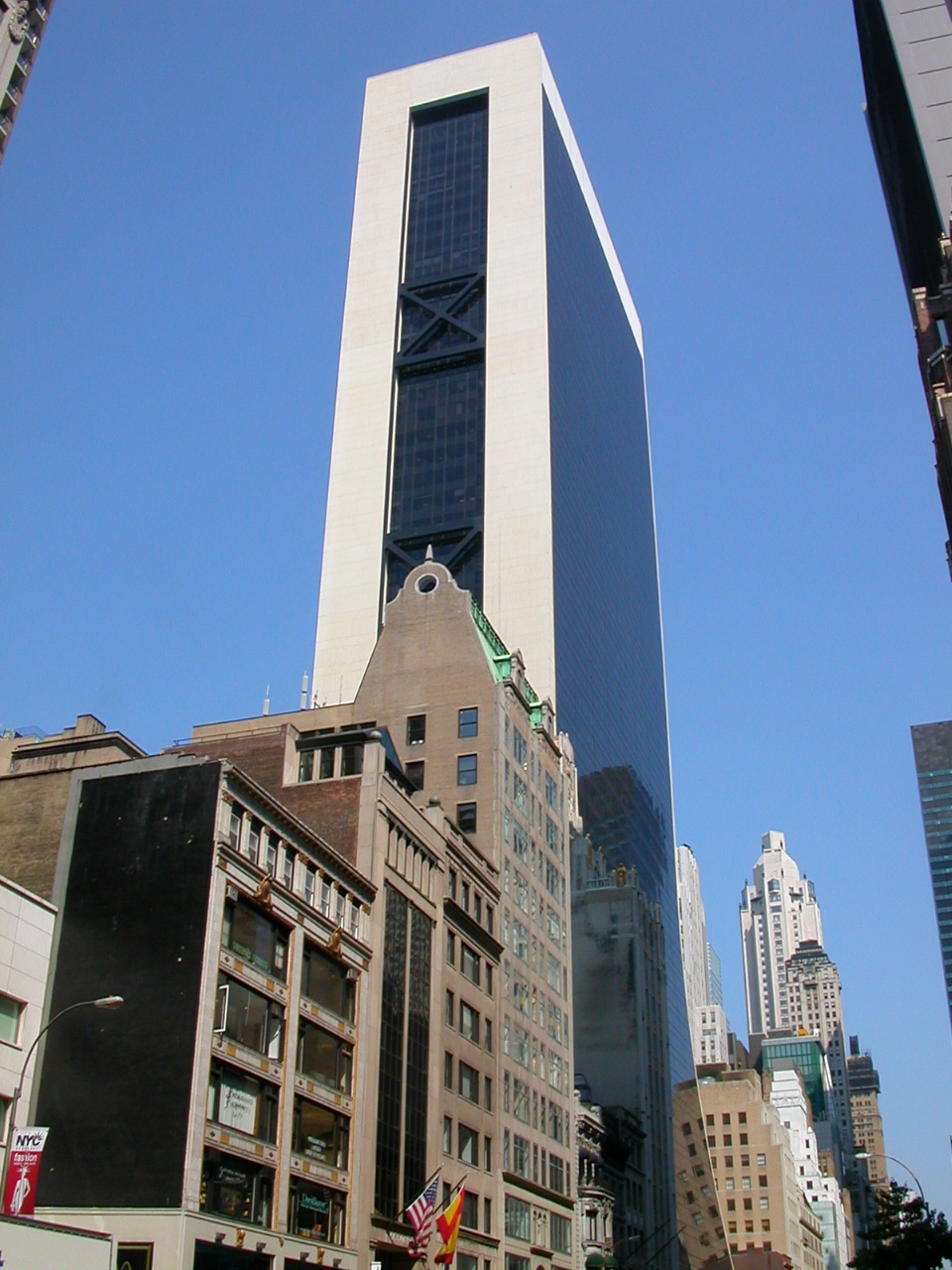
Solow Building New York, 1974
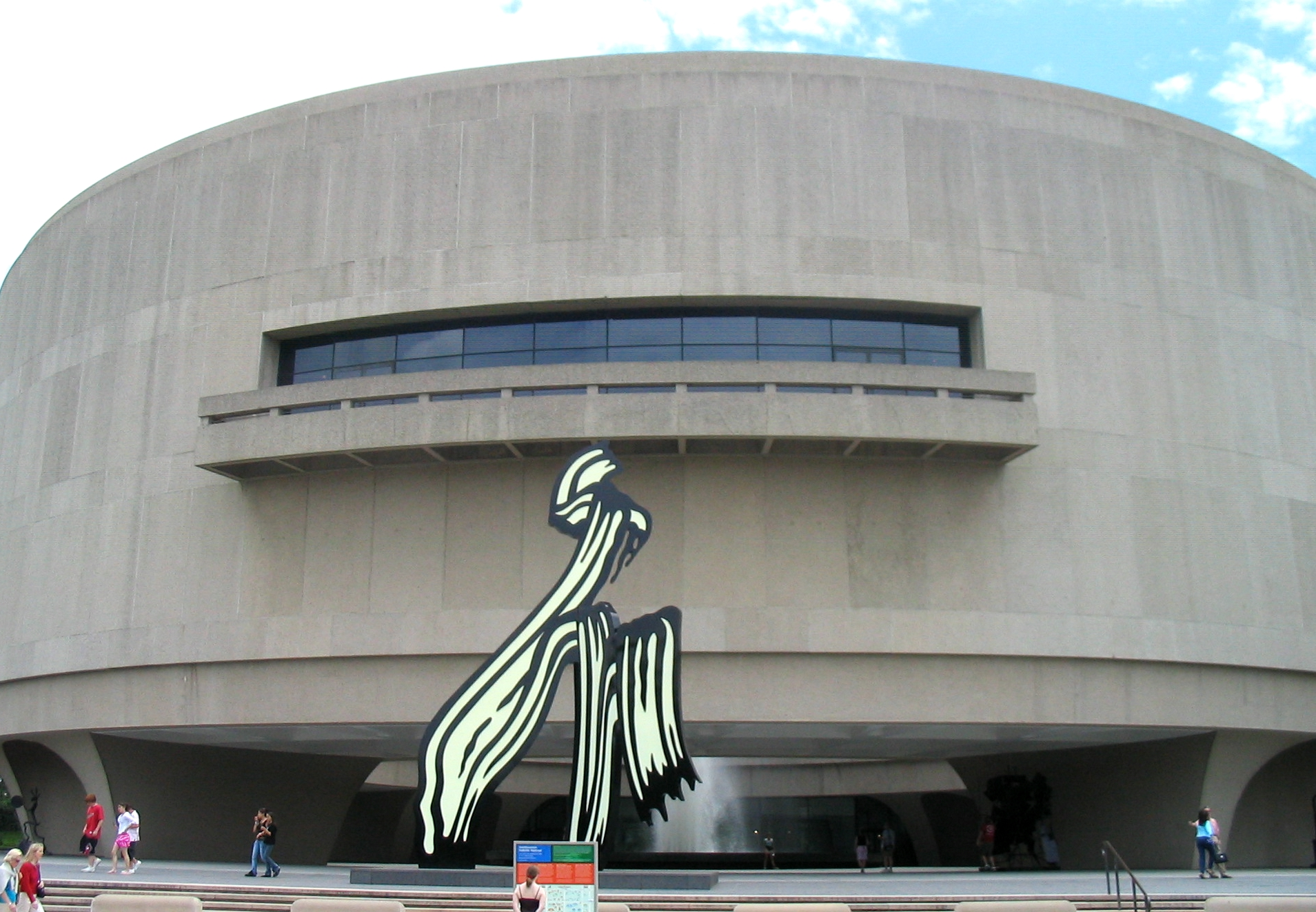
Museu Hirshhorn Washington, D.C. 1974